# Bodenkirchen
Bodenkirchen è un comune tedesco di 5 375 abitanti, situato nel land della Baviera.